# 新疆杨
新疆杨（学名：Populus alba var. pyramidalis）为杨柳科杨属下的一个变种。

## 扩展阅读
- 維基物種上的相關：新疆杨